# Брабантско-фламандские диалекты
Браба́нтско-флама́ндские диале́кты (также южно-центральные диалекты; нидерл. de zuidelijk-centrale dialecten) — одна из шести основных диалектных групп нидерландского языка согласно классификации А. Вейнена. Ядром группы являются брабантские и восточнофламандские диалекты.

## Классификация
- брабантские диалекты:
  - лимбургско-брабантский (севернолимбургский);
  - севернобрабантские:
    - северо-восточные брабантские;
    - северо-западные брабантские;
    - центрально-северные брабантские;

  - южнобрабантский:
- восточнофламандские диалекты:
  - собственно восточнофламандские диалекты:
    - северо-восточные восточнофламандские диалекты;
    - юго-восточные восточнофламандские диалекты;

  - васландский.

## Лингвистическая характеристика
К основным особенностям брабантско-фламандского ареала относят:
- сокращение гласных, представленное южнонидерландским типом вокализма с совпадением кратких гласных /ɔ/ и /u/ в одной фонеме /ɔ/; такой тип вокализма кратких гласных, характерный для литературного нидерландского языка, вытеснил северноголландский закрытый вариант краткого /o/ < /u/ на диалектный уровень;
- анлаут /ɣ/ у местоимения в форме 2-го лица единственного числа;
- наличие уменьшительного суффикса -k-;
- энклитическая форма личного местоимения gij «ты»? выраженная как -ge;
- сохранение архаичной формы личного местоимения gij «ты» (форма множественного числа gij вытеснила исконную форму единственного числа du в XVII веке, но в XIX веке начинает преобладать форма jij ~ je, согласующаяся с распространением вторичной формы 2-го лица множественного числа jullie, при этом форма gij (ge) становится формой классической литературы и диалектной формой Южных Нидерландов.;
- неразличение чисел местоимений во 2-м лице.